# История версий Fedora Linux
Fedora — дистрибутив Linux, разрабатываемый Проектом Fedora при коммерческой поддержке компаний Red Hat и IBM.
История дистрибутива Fedora Linux составляет 39 выпусков. Последней стабильной версией является Fedora 39, вышедшая в ноябре 2023 года.
Новая версия системы выходит раз в полгода, весной и осенью.
| Версия (кодовое имя)                                                                             | Дата выхода     | Окончание поддержки               | Версия ядра Linux | Версия GNOME |
| ------------------------------------------------------------------------------------------------ | --------------- | --------------------------------- | ----------------- | ------------ |
| 1 (Yarrow)                                                                                       | 5 ноября 2003   | 20 сентября 2004                  | 2.4.22            | 2.4          |
| 2 (Tettnang)                                                                                     | 18 мая 2004     | 11 апреля 2005                    | 2.6.5             | 2.6          |
| 3 (Heidelberg)                                                                                   | 8 ноября 2004   | 16 января 2006                    | 2.6.9             | 2.8          |
| 4 (Stentz)                                                                                       | 13 июня 2005    | 7 августа 2006                    | 2.6.11            | 2.10         |
| 5 (Bordeaux)                                                                                     | 20 марта 2006   | 2 июля 2007                       | 2.6.15            | 2.14         |
| 6 (Zod)                                                                                          | 24 октября 2006 | 7 декабря 2007                    | 2.6.18            | 2.16         |
| 7 (Moonshine)                                                                                    | 31 мая 2007     | 13 июня 2008                      | 2.6.21            | 2.18         |
| 8 (Werewolf)                                                                                     | 8 ноября 2007   | 7 января 2009                     | 2.6.23            | 2.20         |
| 9 (Sulphur)                                                                                      | 13 мая 2008     | 10 июля 2009                      | 2.6.25            | 2.22         |
| 10 (Cambridge)                                                                                   | 25 ноября 2008  | 18 декабря 2009                   | 2.6.27            | 2.24         |
| 11 (Leonidas)                                                                                    | 9 июня 2009     | 25 июня 2010                      | 2.6.29            | 2.26         |
| 12 (Constantine)                                                                                 | 17 ноября 2009  | 2 декабря 2010                    | 2.6.31            | 2.28         |
| 13 (Goddard)                                                                                     | 25 мая 2010     | 24 июня 2011                      | 2.6.33            | 2.30         |
| 14 (Laughlin)                                                                                    | 2 ноября 2010   | 8 декабря 2011                    | 2.6.35            | 2.32         |
| 15 (Lovelock)                                                                                    | 24 мая 2011     | 26 июня 2012                      | 2.6.38            | 3.0          |
| 16 (Verne)                                                                                       | 8 ноября 2011   | 12 февраля 2013                   | 3.1               | 3.2          |
| 17 (Beefy Miracle)                                                                               | 29 мая 2012     | 30 июля 2013                      | 3.3               | 3.4          |
| 18 (Spherical Cow)                                                                               | 15 января 2013  | 14 января 2014                    | 3.6               | 3.6          |
| 19 (Schrödinger's Cat)                                                                           | 2 июля 2013     | 6 января 2015                     | 3.9               | 3.8          |
| 20 (Heisenbug)                                                                                   | 17 декабря 2013 | 23 июня 2015                      | 3.11              | 3.10         |
| 21                                                                                               | 9 декабря 2014  | 1 декабря 2015                    | 3.17              | 3.14         |
| 22                                                                                               | 26 мая 2015     | 19 июля 2016                      | 4.0               | 3.16         |
| 23                                                                                               | 3 ноября 2015   | 20 декабря 2016                   | 4.2               | 3.18         |
| 24                                                                                               | 21 июня 2016    | 8 августа 2017                    | 4.5               | 3.20         |
| 25                                                                                               | 22 ноября 2016  | 12 декабря 2017                   | 4.8               | 3.22         |
| 26                                                                                               | 11 июля 2017    | 29 мая 2018                       | 4.11              | 3.24         |
| 27                                                                                               | 14 ноября 2017  | 30 ноября 2018                    | 4.13              | 3.26         |
| 28                                                                                               | 1 мая 2018      | 8 мая 2019                        | 4.16              | 3.28         |
| 29                                                                                               | 30 октября 2018 | 22 ноября 2019                    | 4.18              | 3.30         |
| 30                                                                                               | 30 апреля 2019  | 26 мая 2020                       | 5.0               | 3.32         |
| 31                                                                                               | 22 октября 2019 | 1-2 месяца после релиза Fedora 33 | 5.3               | 3.34.1       |
| 32                                                                                               | 28 апреля 2020  | 1-2 месяца после релиза Fedora 34 | 5.6               | 3.36         |
| 33                                                                                               | 20 октября 2020 | 1-2 месяца после релиза Fedora 35 | 5.8               | 3.38         |
| 34                                                                                               | 27 апреля 2021  | 1-2 месяца после релиза Fedora 36 | 5.11              | 40           |
| 35                                                                                               | 2 ноября 2021   | 1-2 месяца после релиза Fedora 37 | 5.14              | 41           |
| 36                                                                                               | 10 мая 2022     | 1-2 месяца после релиза Fedora 38 | 5.17              | 42           |
| 37                                                                                               | 15 ноября 2022  | 1-2 месяца после релиза Fedora 39 | 5.19              | 43           |
| 38                                                                                               | 18 апреля 2023  | 1-2 месяца после релиза Fedora 40 | 6.2               | 44           |
| 39                                                                                               | 7 ноября 2023   | 1-2 месяца после релиза Fedora 41 | 6.5               | 45           |
| 40                                                                                               | 23 апреля 2024  | 13 мая 2025                       | 6.8               | 46           |
| Легенда:Старая версия, не поддерживаетсяСтарая поддерживаемая версияТекущая версияБудущая версия |                 |                                   |                   |              |

Выход каждого выпуска предшествуется выходом от 1 (FC1) до 3 (FC2-FC4) тестовых версий, которые также доступны для скачивания и установки.

## История версий

### Fedora Core 1

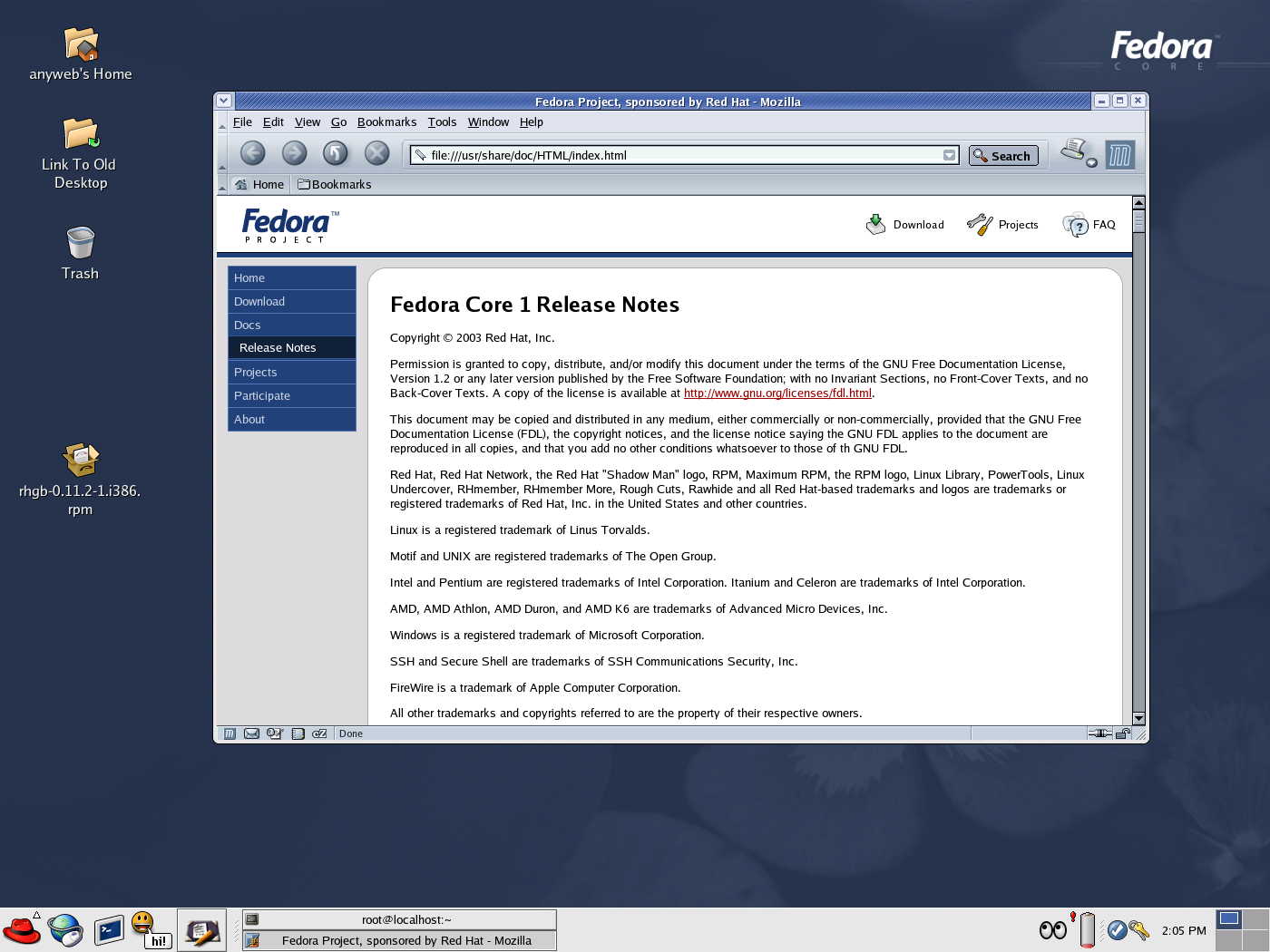
Fedora Core 1 в графической среде KDE

Кодовое название: Yarrow (рус. тысячелистник обыкновенный).
Нововведения:
- поддерживаемые архитектуры процессоров — i386, x86-64
- версия ядра (из обновлений) — версии 2.4.22
- X-сервер — XFree86 версии 4.3.0
- основная интегрированная графическая среда — GNOME версии 2.4
- добавочная интегрированная среда — KDE версии 3.1.4
- офисный пакет (из обновлений) — OpenOffice.org 1.1.0
- основной компилятор — GCC версии 3.3.2

Поддержка была перенесена на сайт fedoralegacy.org. В настоящий момент поддержка больше не предоставляется.

### Fedora Core 2

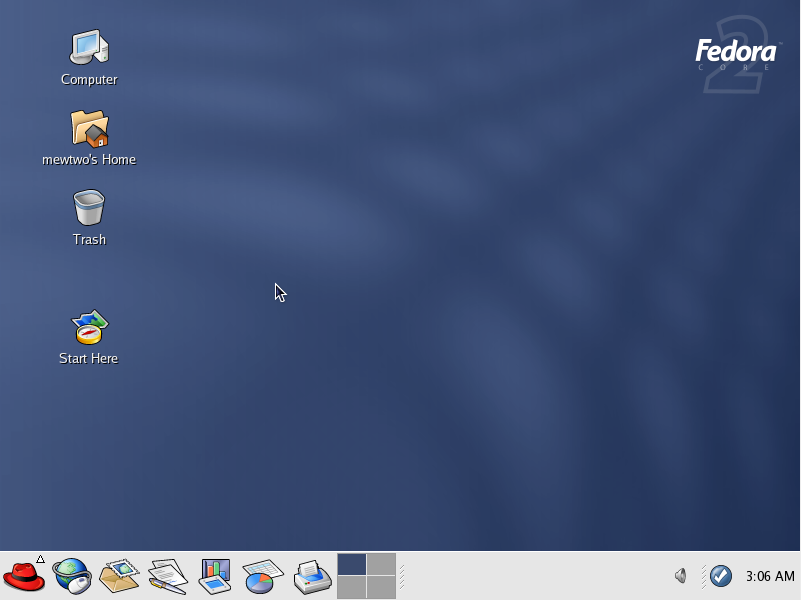
Fedora Core 2 в графической среде KDE

Кодовое название: Tettnang (рус. город Теттнанг).
Особенности данной версии:
- Fedora Core 2 — один из первых дистрибутивов, использующих ядро 2.6 в качестве основного
- Добавлена программа для записи CD и DVD дисков — k3b
- Появилась поддержка SELinux

Основные компоненты:
- поддерживаемые архитектуры процессоров — i386, x86-64
- версия ядра (из обновлений) — версии 2.6.10
- X-сервер — Xorg-x11 версии 6.7.0
- основная интегрированная графическая среда — GNOME версии 2.6
- добавочная интегрированная среда — KDE версии 3.2.2
- офисный пакет (из обновлений)- OpenOffice.org 1.1.3
- основной компилятор — GCC версии 3.3.3

Впоследствии поддержка перенесена на сайт fedoralegacy.org.

### Fedora Core 3

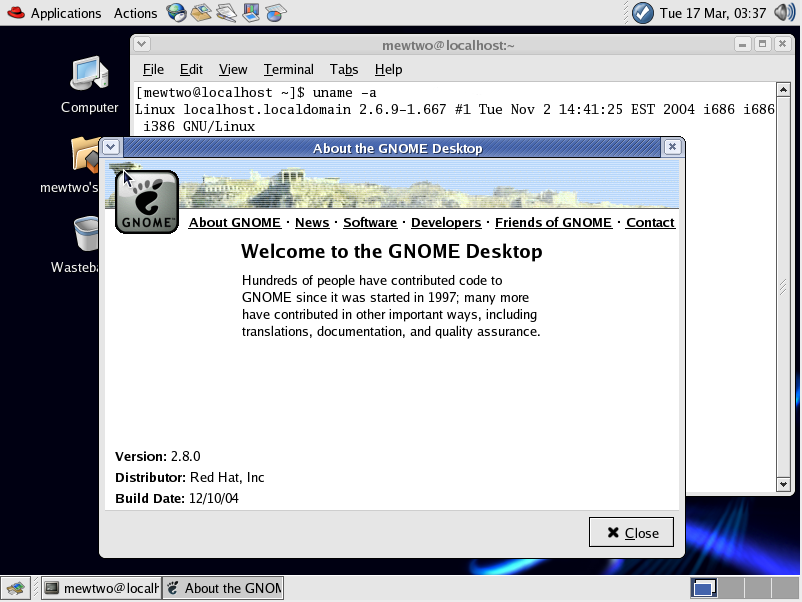
Fedora Core 3 в графической среде GNOME

Кодовое название: Heidelberg — город Хайдельберг и марка пива.
Особенности данной версии:
- SELinux — Включает новую «целевую» политику, которая следит за определёнными доменами, оказывая меньшее влияние, чем ранее используемая строгая политика. Эта политика теперь по умолчанию включена.
- Добавлена поддержка индийских языков.

Основные компоненты:
- поддерживаемые архитектуры процессоров — i386, x86-64
- версия ядра (из обновлений) — версии 2.6.9
- X-сервер — xorg-x11 (из обновлений) версии 6.8.2
- основная интегрированная графическая среда — GNOME версии 2.8
- добавочная интегрированная среда — KDE (из обновлений) версии 3.3.1
- офисный пакет (из обновлений) — OpenOffice.org 1.1.3
- основной компилятор — GCC версии 3.4.2

Поддержка перенесена на сайт fedoralegacy.org. В настоящий момент поддержка больше не предоставляется.

### Fedora Core 4

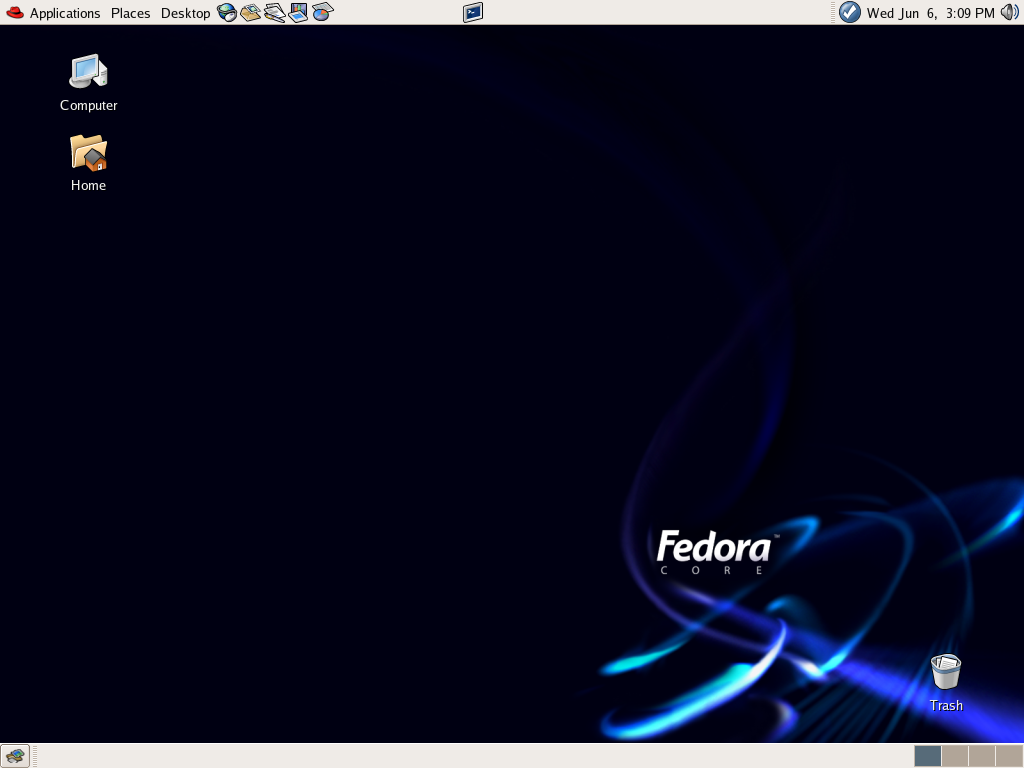
Fedora Core 4 в графической среде GNOME

Кодовое название: Stentz — Андре Штенц (винодел).

#### Особенности данной версии
- В GNOME появилась новая простая и элегантная стандартная тема Clearlooks, созданная по мотивам темы Red Hat Bluecurve
- Появилось средство просмотра документов Evince, поддерживающее множество форматов, в том числе pdf, postscript и многие другие
- Включает 80 дополнительных демонов.
- Интегрированная технология кластеризации — Глобальная файловая система (Global File System, GFS) — это кластерная файловая система с открытым исходным кодом, позволяющая серверам Linux разделять общее хранилище. GFS интегрирована в Fedora Core 4 вместе с системой эффективного управления хранилищем.
- Монолитная платформа — Fedora Core 4 включает в себя и интегрирует набор средств компилятора GNU последней версии 4.0, в которой переписана инфраструктура оптимизации и улучшена поддержка собственного программного стека Java с открытым кодом. Этот стек включает компоненты OpenOffice.org 2.0, Eclipse, Apache Jakarta и другие.

#### Основные компоненты
- поддерживаемые архитектуры процессоров — i386, ppc, x86-64
- версия ядра (из обновлений) — версии 2.6.14
- X-сервер — xorg-x11 версии 6.8.2
- основная интегрированная графическая среда — GNOME версии 2.10
- добавочная интегрированная среда — KDE версии 3.4.2 — включает новые специальные возможности для людей с ограниченными возможностями
- офисный пакет (из обновлений) — OpenOffice.org 2.0
- основной компилятор — GCC версии 4.0.1

### Fedora Core 5

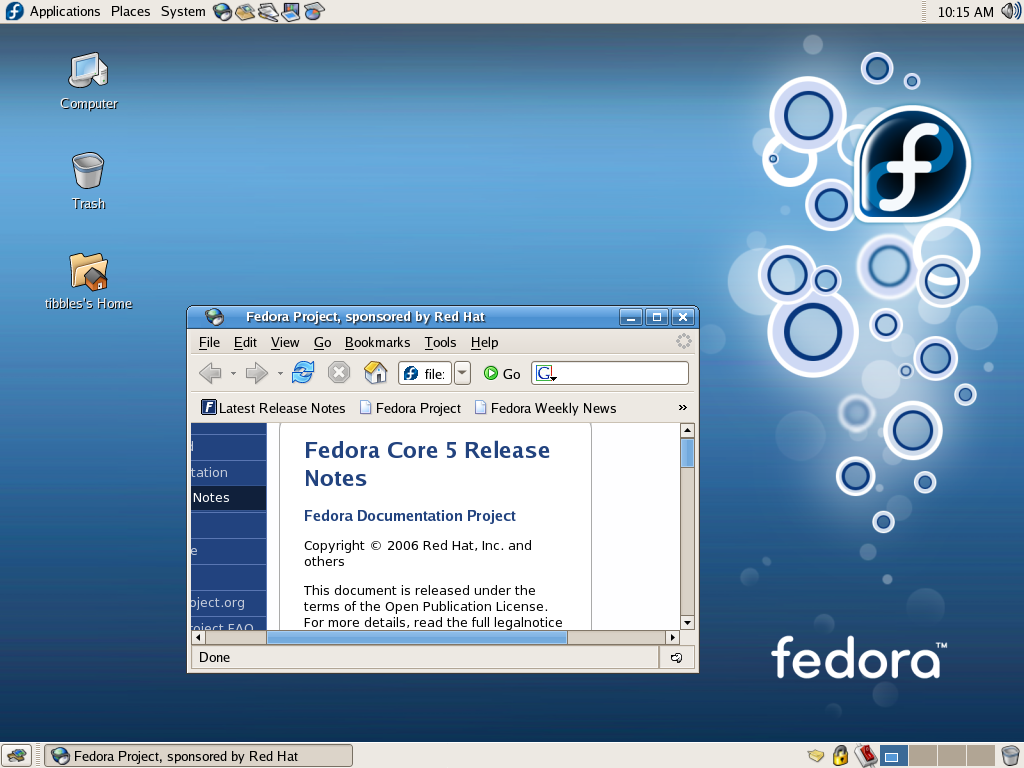
Fedora Core 5 в графической среде GNOME

Кодовое название: Bordeaux — город Бордо, винодельческий регион и персонаж комиксов.

#### Особенности данной версии
- Изменённый внешний вид с новой пузырьковой темой и впервые применённым новым логотипом Fedora, представленным в сентябре 2005 года
- Добавлена поддержка AIGLX как альтернативы Xgl
- Добавлена поддержка Mono
- Значительно улучшена поддержка интернационализации
- Новая 2D-библиотека Cairo для графических приложений на основе GNOME и GTK
- Использование HAL и gnome-mount вместо fstab-sync для обработки подключения устройств
- Улучшения в anaconda: журналирование на удалённую систему и улучшения в системе сбора информации об ошибках, задействование yum в управлении пакетами

#### Основные компоненты
- графические среды GNOME 2.14 и KDE 3.5
- Gstreamer 0.10 для обработки медиа-данных
- Firefox 1.5 как браузер по умолчанию
- Офисный пакет OpenOffice.org 2.0
- HTTP-сервер Apache 2.2
- Серверы баз данных MySQL 5.0 и PostgreSQL 8.1
- X-сервер X.org 7.0
- Компилятор GCC 4.1
- Ядро 2.6.16

### Fedora Core 6

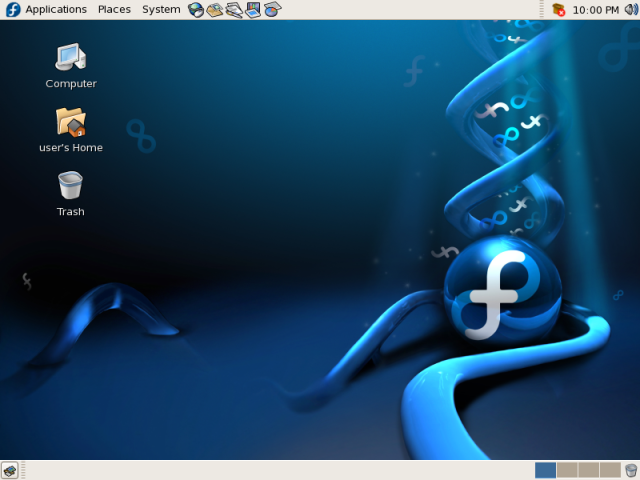
Fedora Core 6 в графической среде GNOME

Кодовое название: Zod — генерал Зод, персонаж комиксов.

#### История выпуска
Выход дистрибутива предварялся тремя тестовыми релизами:
| Релиз            | Дата             | Статус |
| ---------------- | ---------------- | ------ |
| F6 Test 1        | 21 июня 2006     | вышел  |
| F6 Test 2        | 7 августа 2006   | вышел  |
| F6 Test 3        | 14 сентября 2006 | вышел  |
| F6 Final release | 24 октября 2006  | вышел  |

Финальный релиз, запланированный изначально на 11 октября 2006, был отложен сначала до 17 октября, затем до 19 октября и, наконец, до 24 октября.

#### Главные новшества
- Ядро 2.6.18 по умолчанию. Теперь нет отдельных ядер SMP и UP, ядро автоматически определяет конфигурацию процессора и устанавливает соответствующие биты.
- появление поддержки платформы Macintosh для Intel
- поддержка IPv6 в инсталляторе
- scim-bridge для улучшенного интернационального ввода (i18n)
- апплет puplet для уведомлений об обновлениях
- новая система печати (в том числе новый system-config-printer)
- X-сервер X.org 7.1
- графические среды GNOME 2.16 и KDE 3.5.4
- офисный пакет OpenOffice.org 2.0.4
- более 1600 дополнительных пакетов (Extras) в yum.

### Fedora 7

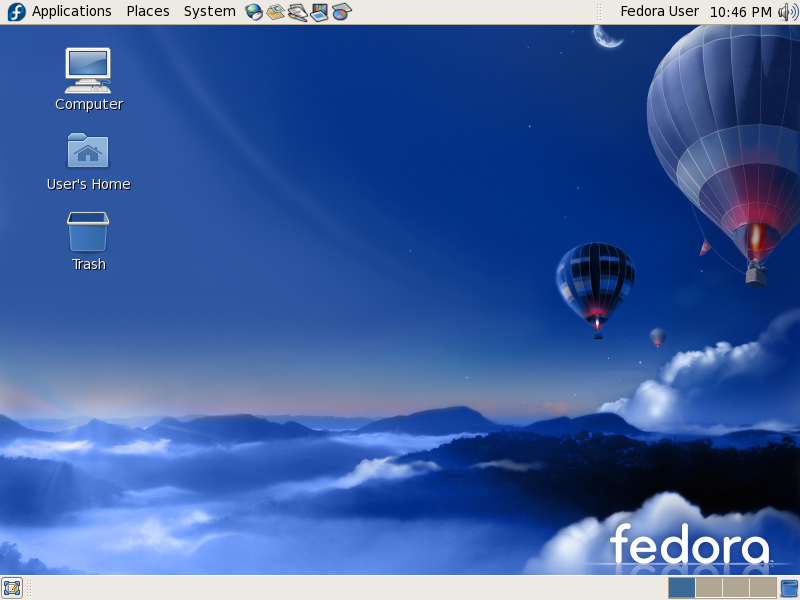
Fedora 7 в графической среде GNOME

Кодовое название: Zod — генерал Зод, персонаж комиксов.

#### История выпуска
Перед финальным дистрибутивом вышло 4 тестовых релиза:
| Релиз                  | Дата                | Статус |
| ---------------------- | ------------------- | ------ |
| Fedora 7 Test 1        | 1 февраля 2007 года | вышел  |
| Fedora 7 Test 2        | 1 марта 2007 года   | вышел  |
| Fedora 7 Test 3        | 29 марта 2007 года  | вышел  |
| Fedora 7 Test 4        | 26 апреля 2007 года | вышел  |
| Fedora 7 Final release | 31 мая 2007 года    | вышел  |

#### Главные новшества
- Объединение репозиториев Core и Extras.
- Возможность создания пользовательского Live или установочного CD.
- Создание дисков только установочных и LiveCD с возможностью установки (как в Ubuntu).
- Оптимизация скорости работы менеджера пакетов yum.
- Разделение Fedora 7 на 3 дистрибутива целевого назначения (Fedora Desktop, Live, KDE).
- Полная поддержка шифрованных файловых систем.
- Чтение и изменение размера разделов с NTFS.
- Поддержка «из коробки» большинства беспроводных сетевых карт.
- Оптимизация энергопотребления для ноутбуков.
- Увеличение скорости загрузки и поиск альтернатив init.
- графические среды GNOME 2.18 и KDE 3.5.6.
- В дистрибутив интегрирован экспериментальный драйвер nouveau с поддержкой 3D, предназначенный для графических адаптеров от nVidia. Драйвер отключен по умолчанию, является свободным, с открытым исходным кодом.
- Liberation fonts — новая коллекция шрифтов. Эквивалент широко известных проприетарных шрифтов.

### Fedora 8

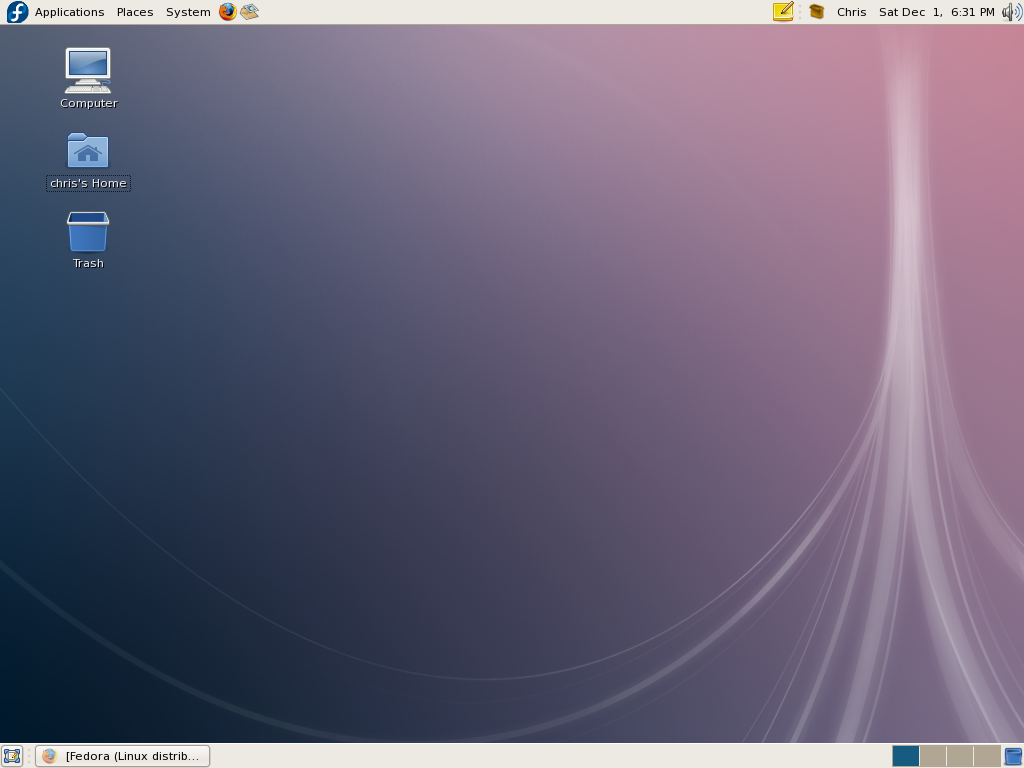
Fedora 8 в графической среде GNOME

Кодовое название: Zod — генерал Зод, персонаж комиксов.

#### История выпуска
| Релиз           | Дата                  | Статус |
| --------------- | --------------------- | ------ |
| Fedora 8 Test 1 | 7 августа 2007 года   | вышел  |
| Fedora 8 Test 2 | 13 сентября 2007 года | вышел  |
| Fedora 8 Test 3 | 4 октября 2007 года   | вышел  |
| Fedora 8        | 8 ноября 2007 года    | вышел  |

#### Главные новшества
- Расширено число поставляемых LiveCD:
  - Fedora Live (i686, x86_64, ppc) — основной LiveCD на базе GNOME;
  - Fedora KDE Live (i686, x86_64) — дополнительный LiveCD на базе KDE;
  - Fedora Developer Live (i686) — LiveCD с подборкой программ для разработчиков программного обеспечения;
  - Fedora Electronic Lab (FEL) Live (i686) — LiveCD с подборкой программ для инженеров-электронщиков.
  - Fedora Game Live (i686) — LiveCD с подборкой игровых программ.
- Добавлена дополнительная GNOME панель Bigboard (проект Online Desktop), интегрированная с online сервисами (виджеты для сервисов подобных Google Calendar и Google Docs), адресной книгой, персональными данными, поиском и документами.
- KDE 3.5.8, GNOME 2.20.1;
- Увеличена скорость управления пакетами;
- Приложение CodecBuddy для загрузки компонент при попытке открытия контента требующего закрытых кодеков (покупки платных кодеков), с продвижением в первую очередь существующих открытых альтернатив. Аналог системы автоустановки кодеков в Ubuntu;
- Улучшение интеграции средств для работы с Bluetooth;
- Улучшена поддержка засыпания, со сбросом дампа памяти на диск, для ноутбуков. Также произведена оптимизация связанная с понижением энергопотребления;
- В состав включена интегрированная среда разработки Eclipse 3.3;
- В программе настройка NetworkManager 0.7 улучшена работа с беспроводными картами;
- Новый графический конфигуратор пакетного фильтра (system-config-firewall);
- Полностью открытый Java пакет на базе OpenJDK b18 и Iced Tea 1.3;
- Интеграция Compiz Fusion;
- Новая визуальная тема Nodoka и арт-комплект Infinity;
- ядро Linux 2.6.23.1;
- Установка по умолчанию нового звукового сервера (sound server) PulseAudio. Возможности — передача и приём звуковых потоков по сети, полное микширование нескольких источников звука, в том числе переданных по сети.

### Fedora 9

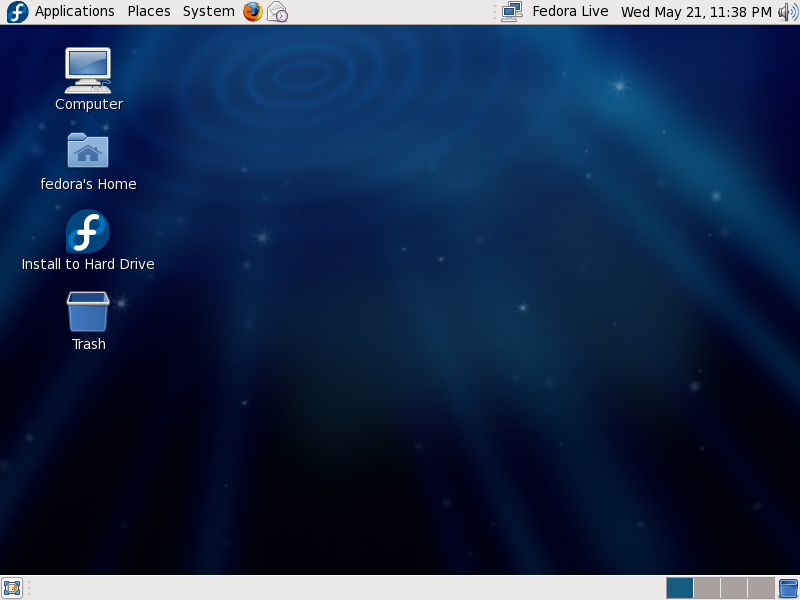
Fedora 9 в графической среде GNOME

Кодовое название: Zod — генерал Зод, персонаж комиксов.

#### История выпуска
| Релиз                        | Дата                | Статус |
| ---------------------------- | ------------------- | ------ |
| Fedora 9 Alpha release       | 5 февраля 2008 года | вышел  |
| Fedora 9 Beta release        | 25 марта 2008 года  | вышел  |
| Fedora 9 Preview Release     | 17 апреля 2008 года | вышел  |
| Fedora 9 Release Candidate 1 | 1 мая 2008 года     | вышел  |
| Fedora 9 final release       | 13 мая 2008 года    | вышел  |

#### Главные новшества
- Добавление поддержки ext4;
- Уменьшение времени старта и остановки X11;
- XServer 1.5;
- Замена KDE3.5 на KDE4.0; Gnome 2.22.2;
- Аутентификация по отпечаткам пальцев fprint;
- Улучшение поддержки временных зон апплета Clock Applet[19];
- Изменение размеров существующих разделов во время инсталляции;
- Возможность скачивания дистрибутива при помощи Jigdo;
- Улучшения в NetworkManager;
- Унификация средств проверки правописания;
- Firefox 3.0b5;
- PackageKit в качестве инструмента управления пакетами.

### Fedora 10

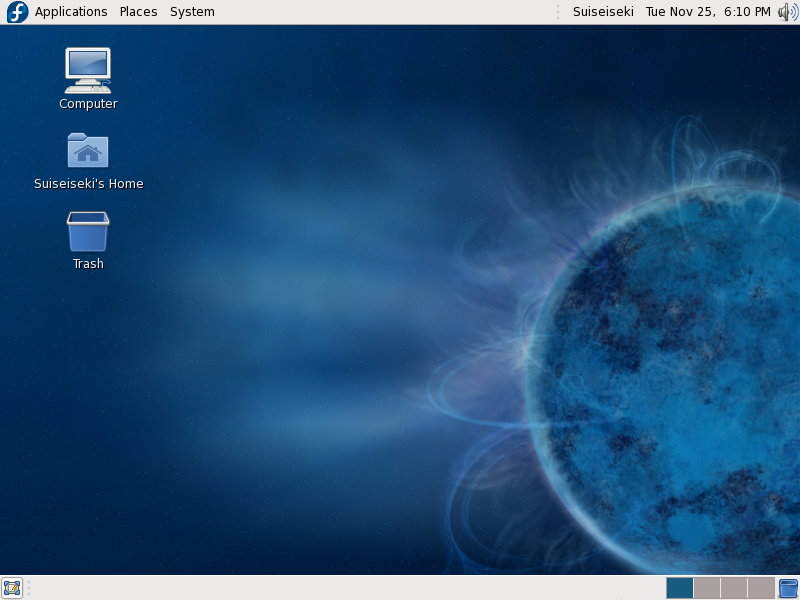
Fedora 10 в графической среде GNOME

Кодовое название: Cambridge — город Кембридж, штат Массачусетс и корабль ВМФ США.

#### История выпуска
| Релиз                     | Дата                  | Статус |
| ------------------------- | --------------------- | ------ |
| Fedora 10 Alpha release   | 5 августа 2008 года   | вышел  |
| Fedora 10 Beta release    | 30 сентября 2008 года | вышел  |
| Fedora 10 Preview Release | 4 ноября 2008 года    | вышел  |
| Fedora 10 final release   | 25 ноября 2008 года   | вышел  |

#### Главные новшества
- новая графическая система загрузки (Plymouth);
- новая система аудита безопасности (secTool);
- ядро Linux 2.6.27;
- KDE4.1.1 и пре-релиз GNOME 2.24;
- LXDE

### Fedora 11

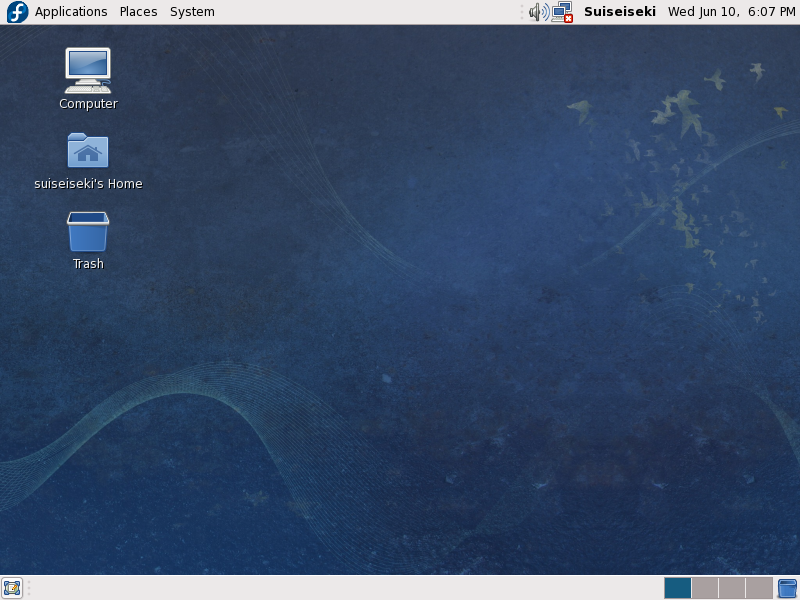
Fedora 11 в графической среде GNOME

Кодовое название: Leonidas — Леонид I и корабль ВМФ США.

#### История выпуска[21]
| Релиз                     | Дата                | Статус |
| ------------------------- | ------------------- | ------ |
| Fedora 11 Alpha release   | 3 февраля 2009 года | вышел  |
| Fedora 11 Beta release    | 31 марта 2009 года  | вышел  |
| Fedora 11 Preview Release | 27 апреля 2009 года | вышел  |
| Fedora 11 final release   | 9 июня 2009 года    | вышел  |

#### Главные новшества
- Основная файловая система ext4. Также в дистрибутив включена Btrfs, разрабатываемая Oracle Corporation.[22]
- В дистрибутив включены следующие пакеты:[23]
  - ядро Linux 2.6.29
  - KDE 4.2 — вышел 27 января 2009 г.
  - Gnome 2.26 — вышел 18 марта 2009 г.
  - Xfce 4.6 — вышел 10 января 2009 г.
  - OpenOffice.org 3.1.0 — вышел 7 мая 2009 г.
  - Интеграция DeviceKit
  - Улучшение средств для управления громкостью (они перестроены на использование PulseAudio)
  - Поддержка средств кросс-компиляции MinGW
  - Включение в комплект дисплейного менеджера MDM (Multi-Seat Display Manager), позволяющего нескольким пользователям работать одновременно на компьютере к которому подключены несколько мониторов, звуковых карт, клавиатур и манипуляторов «мышь».
  - Загрузка за 20 секунд
  - Поддержка DebuginfoFS

### Fedora 12

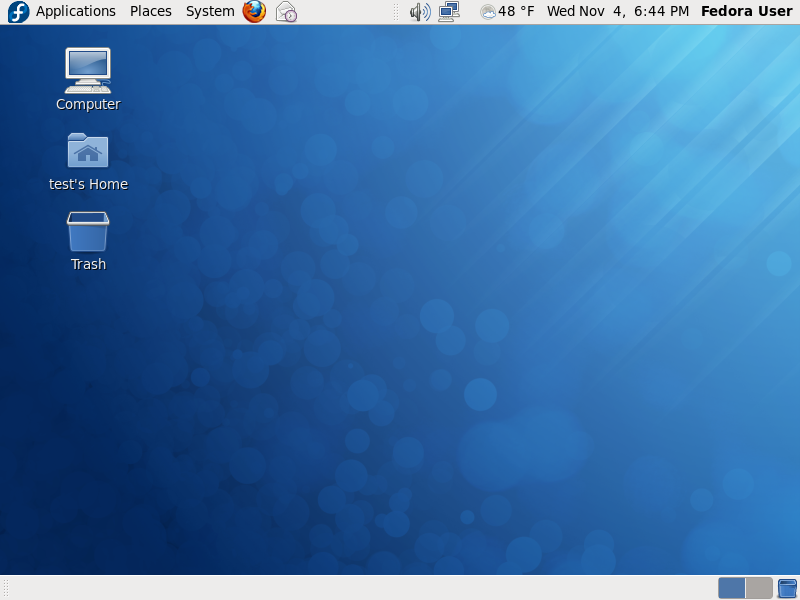
Fedora 12 в графической среде GNOME

Кодовое название: Constantine — имя, тауншип в Мичигане, бухта в Великобритании.
В качестве кодового имени для Fedora 12 выбран «Constantine». Также были предложены имена Chilon, Orville, Rugosa и Umbria. Fedora 12 была выпущена по сокращённому графику, для возврата на используемый ранее 6-месячный цикл релизов — в мае и ноябре.

#### История выпуска[26]
| Релиз                       | Дата                 | Статус |
| --------------------------- | -------------------- | ------ |
| Fedora 12 Alpha release     | 25 августа 2009 года | вышел  |
| Fedora 12 Beta release      | 20 октября 2009 года | вышел  |
| Fedora 12 Release Candidate | 4 ноября 2009 года   | вышел  |
| Fedora 12 Final Release     | 17 ноября 2009 года  | вышел  |

#### Главные новшества
- В дистрибутив включены следующие пакеты:
  - ядро Linux 2.6.32
  - KDE 4.3 — вышел 4 августа 2009 г.
  - Gnome 2.28 — вышел 23 сентября 2009 г.[27]
  - Использование архитектуры i686 вместо i386 для 32-битных процессоров
  - Empathy, как основной клиент для обмена мгновенными сообщениями
  - Новая система для организации начального этапа загрузки dracut (образ ram-диска с возможностью динамического обновления содержимого), заменившая собой nash и mkinitrd;
  - Улучшение поддержки DisplayPort в иксах и драйверах ядра
  - Добавление полной поддержки IPv6 в NetworkManager

### Fedora 13

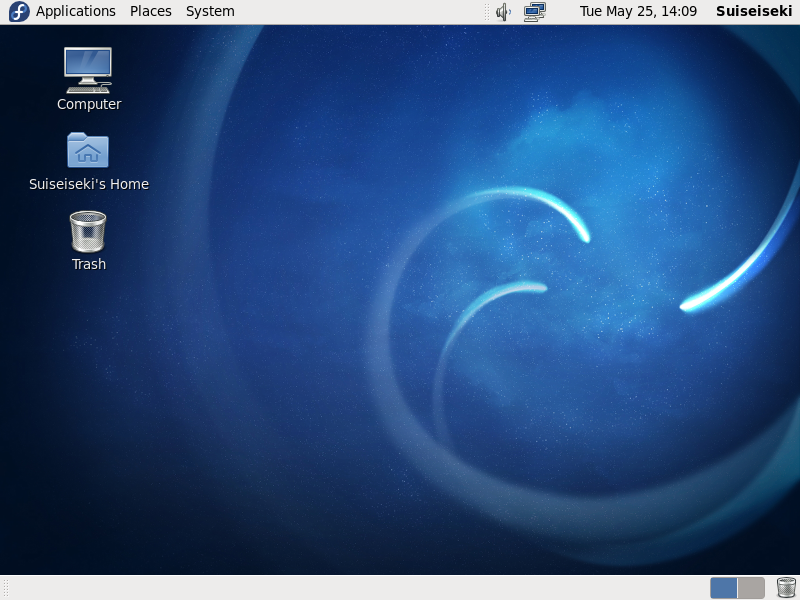
Fedora 13 в графической среде GNOME

В качестве кодового имени для Fedora 13 выбран «Goddard», в честь американского учёного-ракетотехника Роберта Годдарда.

#### История выпуска[29]
| Релиз                       | Дата                | Статус |
| --------------------------- | ------------------- | ------ |
| Fedora 13 Alpha release     | 9 марта 2010 года   | вышел  |
| Fedora 13 Beta release      | 13 апреля 2010 года | вышел  |
| Fedora 13 Release Candidate | 6 мая 2010 года     | вышел  |
| Fedora 13 Final Release     | 25 мая 2010 года    | вышел  |

#### Главные новшества
- В дистрибутив включены следующие пакеты:
  - ядро Linux 2.6.33
  - XServer 1.8
  - KDE 4.4 — вышел 9 февраля 2010 г.
  - Gnome 2.30 — вышел 31 марта 2010 г.[30]
  - Улучшенная поддержка веб-камер
  - Добавлена IntelliJ IDEA Community Edition в репозитории
  - Включена в репозитории Open Source-редакции Zarafa
  - NetBeans 6.8, RPM 4.8
  - Поддержка монтирования NFS серверов по IPv6
  - Улучшена поддержки DisplayPort для видеокарт ATI и nVidia
  - Добавлен Python 3

### Fedora 14

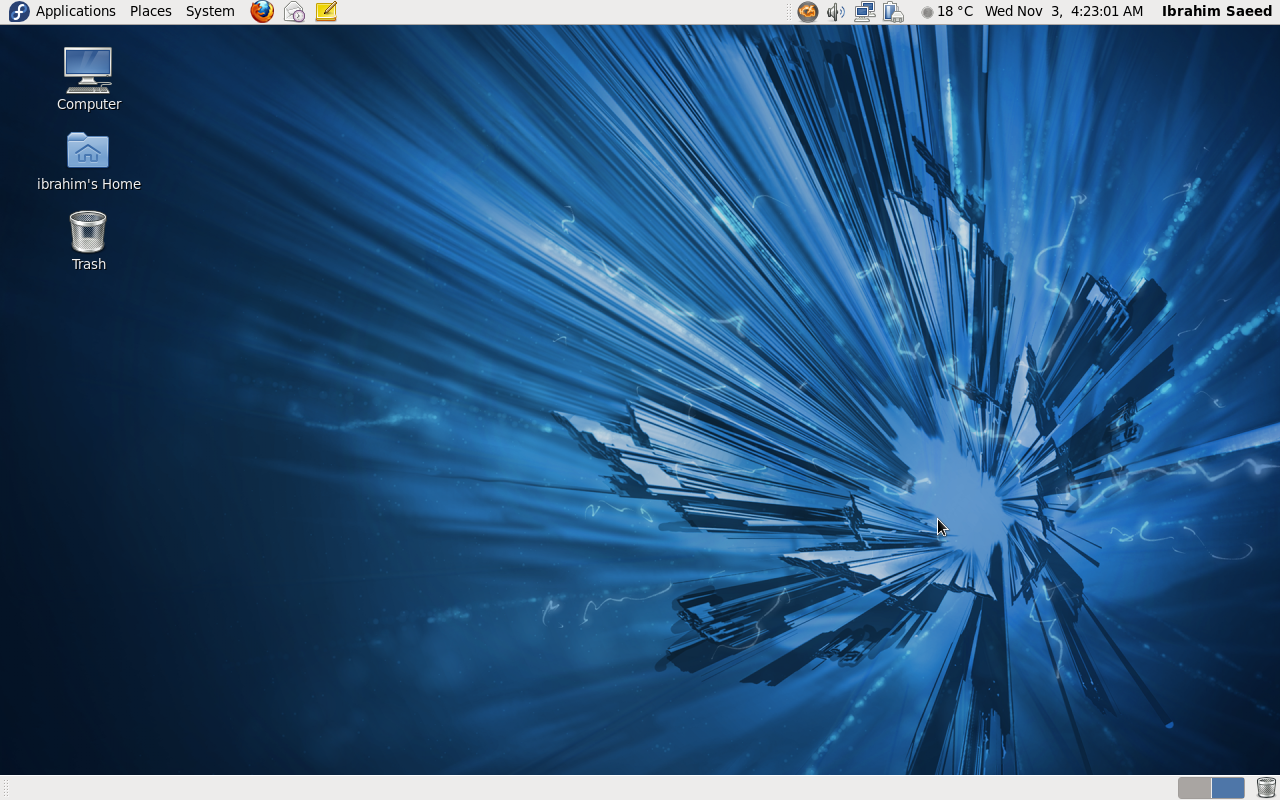
Fedora 14 в графической среде GNOME

Кодовое название: Laughlin — Лафлин, Роберт и город в Неваде.

#### История выпуска[31]
| Релиз                       | Дата                  | Статус |
| --------------------------- | --------------------- | ------ |
| Fedora 14 Alpha release     | 24 августа 2010 года  | вышел  |
| Fedora 14 Beta release      | 28 сентября 2010 года | вышел  |
| Fedora 14 Release Candidate | 19 октября 2010 года  | вышел  |
| Fedora 14 Final Release     | 2 ноября 2010 года    | вышел  |

#### Главные новшества
- возможность использовать экспериментальную систему инициализации systemd, как замену SysVinit/Upstart
- поддержка интерфейса для нетбуков на базе наработок проекта MeeGo
- использование LZMA для сжатия Live-образов
- интеграция утилиты для управления IPMI-серверами ipmiutil
- поддержка в Anaconda установки на Multipath-устройства
- Spice — призван обеспечить полностью открытое программное обеспечение для взаимодействия с виртуальными рабочими столами
- Начиная с Fedora 14 будет выпускаться версия для окружения Amazon Ec2
- В дистрибутив включены следующие пакеты:
  - ядро Linux 2.6.35
  - KDE 4.5
  - GNOME 2.32
  - NetBeans 6.9
  - обновление Python 2.7
  - обновление Erlang R14
  - обновление версий Perl 5.12 и реализация Rakudo Star (Parrot)
  - замена libjpeg на libjpeg-turbo

### Fedora 15

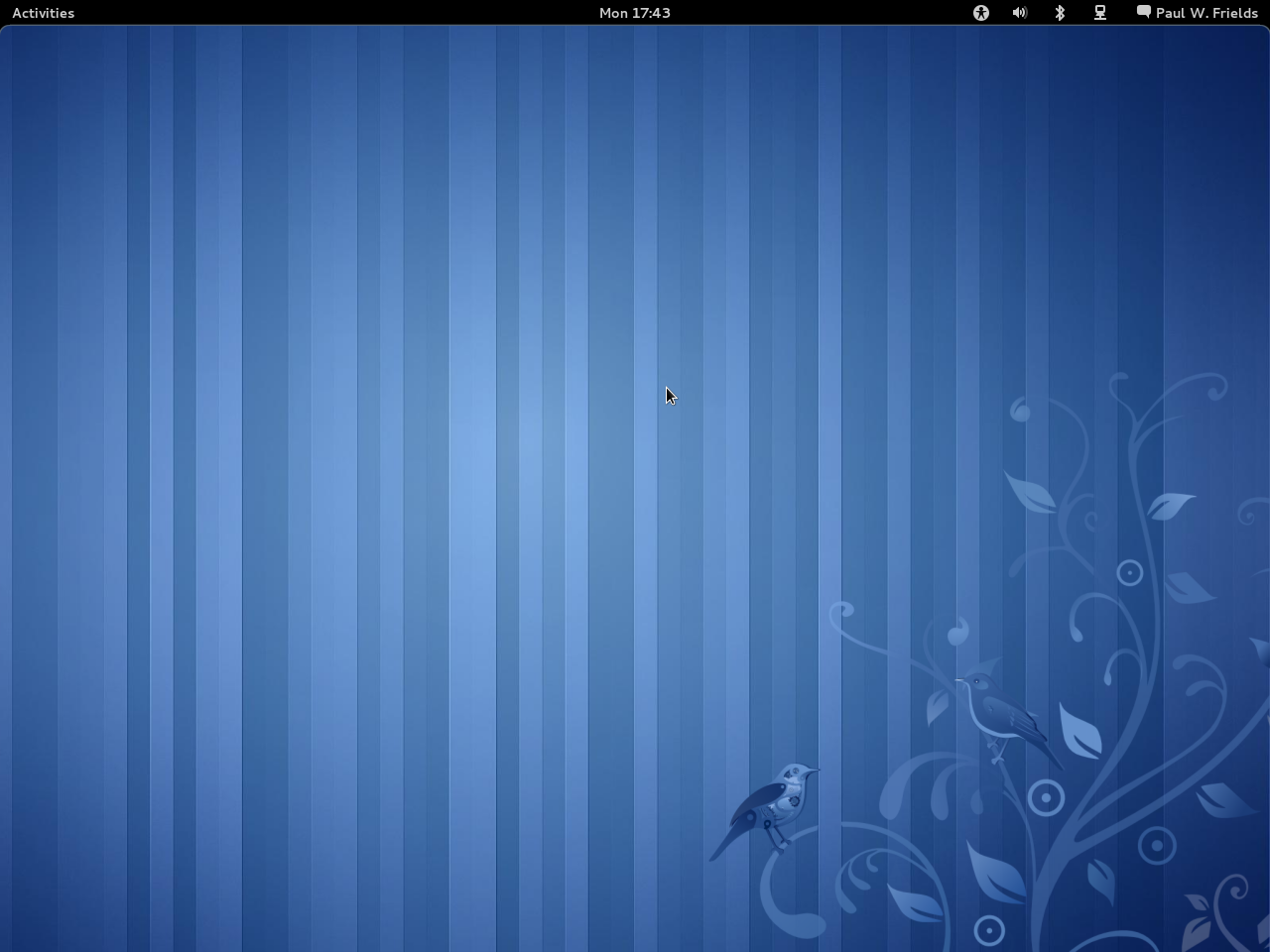
Fedora 15 в графической среде GNOME 3

Кодовое название: Lovelock — Джеймс Лавлок и город в Неваде.

#### История выпуска[32]
| Релиз                       | Дата                | Статус |
| --------------------------- | ------------------- | ------ |
| Fedora 15 Alpha release     | 8 марта 2011 года   | вышел  |
| Fedora 15 Beta release      | 19 апреля 2011 года | вышел  |
| Fedora 15 Release Candidate | 10 мая 2011 года    | вышел  |
| Fedora 15 Final Release     | 24 мая 2011 года    | вышел  |

#### Главные новшества
- возвращение Xen pvops Dom0 в дистрибутив, связанное со скорым возвратом поддержки Xen ядром;
- замена в поставке OpenOffice.org на его форк LibreOffice;
- включение распределённой файловой системы CloudFS, ориентированной на работу в среде облачных вычислений;
- для серверов Dell и HP ProLiant с несколькими сетевыми портами на материнской плате названия сменяются с ethN на lomN;
- удаление Setuid из исполняемых файлов;
- /var/run и /var/lock будут монтированы как tmpfs;
- В дистрибутив включены следующие пакеты:
  - ядро Linux 2.6.38
  - KDE 4.6
  - GNOME 3
  - Xfce 4.8
  - GCC 4.6
  - обновление RPM 4.9
  - обновление Python 3.2
  - Riak

### Fedora 16

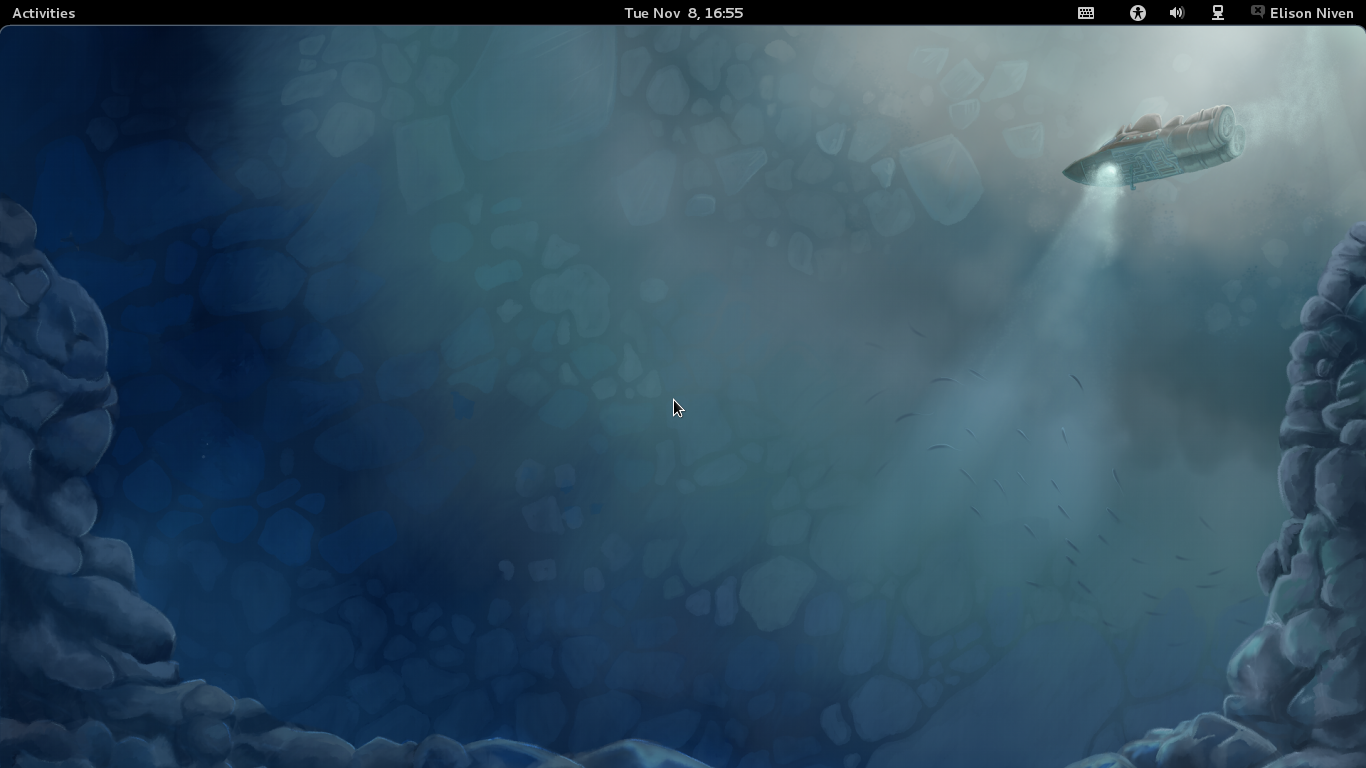
Fedora 16 в графической среде GNOME 3.2

В качестве кодового имени для Fedora 16 выбрано «Verne», в честь французского писателя Жюля Верна.

#### История выпуска[33]
| Релиз                       | Дата                 | Статус |
| --------------------------- | -------------------- | ------ |
| Fedora 16 Alpha release     | 23 августа 2011 года | вышел  |
| Fedora 16 Beta release      | 4 октября 2011 года  | вышел  |
| Fedora 16 Release Candidate | 25 октября 2011 года | вышел  |
| Fedora 16 Final Release     | 8 ноября 2011 года   | вышел  |

#### Главные новшества
- возвращение Xen pvops Dom0 в дистрибутив, связанное со слиянием Xen с апстримом. Вначале планировалось в предыдущей версии, но позже отложили.
- Переход на использование загрузчика GRUB2
- Удаление поддержки HAL (Hardware Abstraction Layer) в пользу udev в сочетании с udisks (DeviceKit-disks, взаимодействие с блочными устройствами) и upower (DeviceKit-power, управление питанием)
- Обновление облачного стека. Включение Condor Cloud, реализации IaaS-платформы на базе Condor, Deltacloud API и Aeolus. Подготовка готового для использования в облачных конфигурациях пакета с кластерной файловой системой GlusterFS, HekaFS.
- Продолжена работа по интеграции добавленного в Fedora 15 системного менеджера Systemd
- Изменены параметры генерации идентификаторов для пользователей и групп (UID/GID) 500 -> 1000.
- Использование драйвера файловой системы Ext4 и для доступа к Ext2 и Ext3
- Перенаправление устройств USB к другим машинам в сети.
- В дистрибутив включены следующие пакеты:
  - ядро Linux 3.1 (в репозиториях обновлено до 3.3.2)
  - KDE 4.7.3
  - GNOME 3.2.1
  - Perl 5.14
  - Boost 1.47
  - X.Org Server 11.1
  - Java 7

### Fedora 17

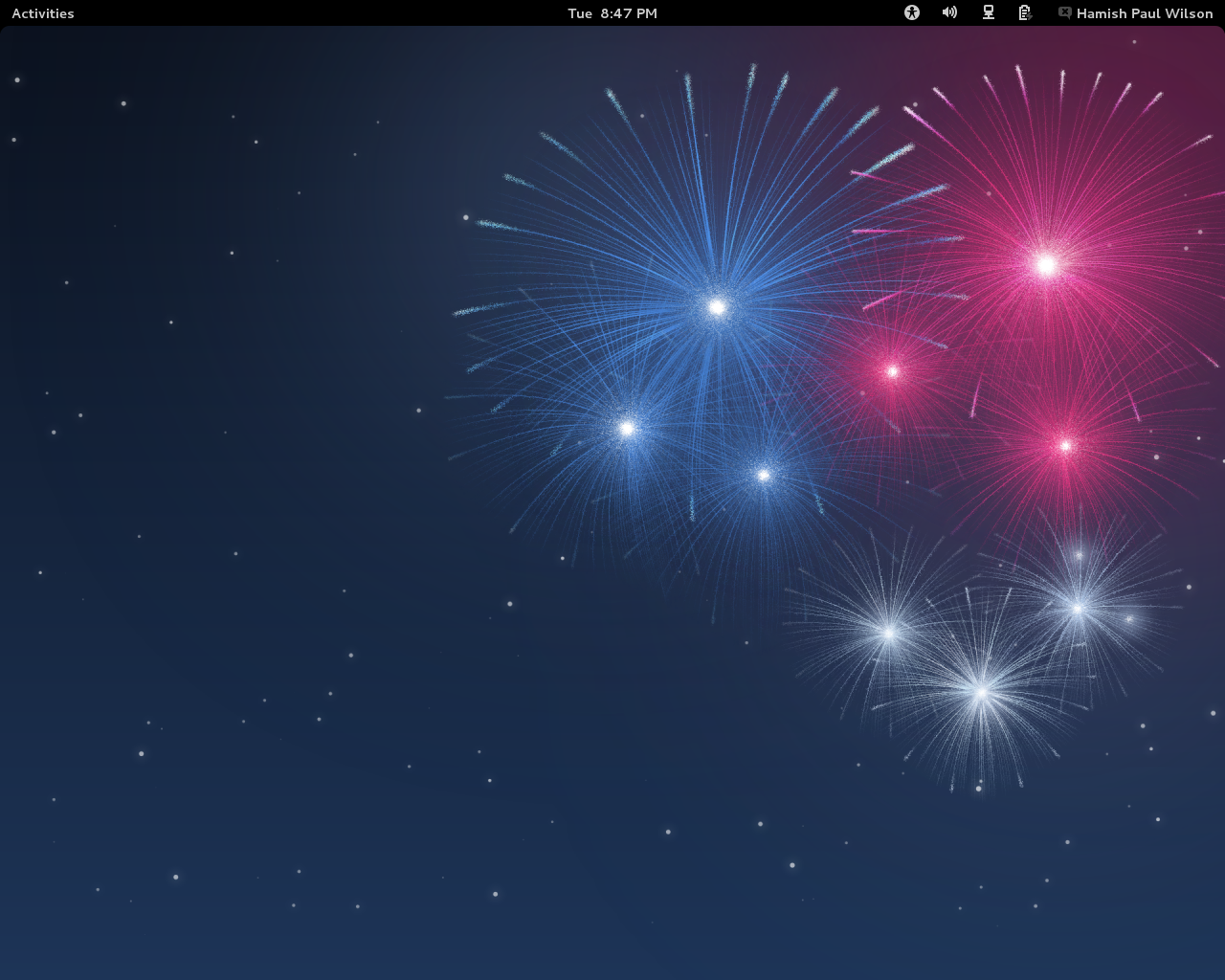
Fedora 17 в графической среде GNOME 3.4

Кодовое название: Beefy Miracle — мясистое чудо.

#### История выпуска[34]
| Релиз                       | Дата                 | Статус |
| --------------------------- | -------------------- | ------ |
| Fedora 17 Alpha release     | 28 февраля 2012 года | вышел  |
| Fedora 17 Beta release      | 17 апреля 2012 года  | вышел  |
| Fedora 17 Release Candidate | 8 мая 2012 года      | вышел  |
| Fedora 17 Final Release     | 29 мая 2012 года     | вышел  |

#### Главные новшества
- В дистрибутив включены следующие пакеты:
  - ядро Linux 3.3
  - KDE 4.8
  - GNOME 3.4
  - Xfce 4.8
  - LibreOffice 3.5
  - Ruby 1.9.3

### Fedora 18

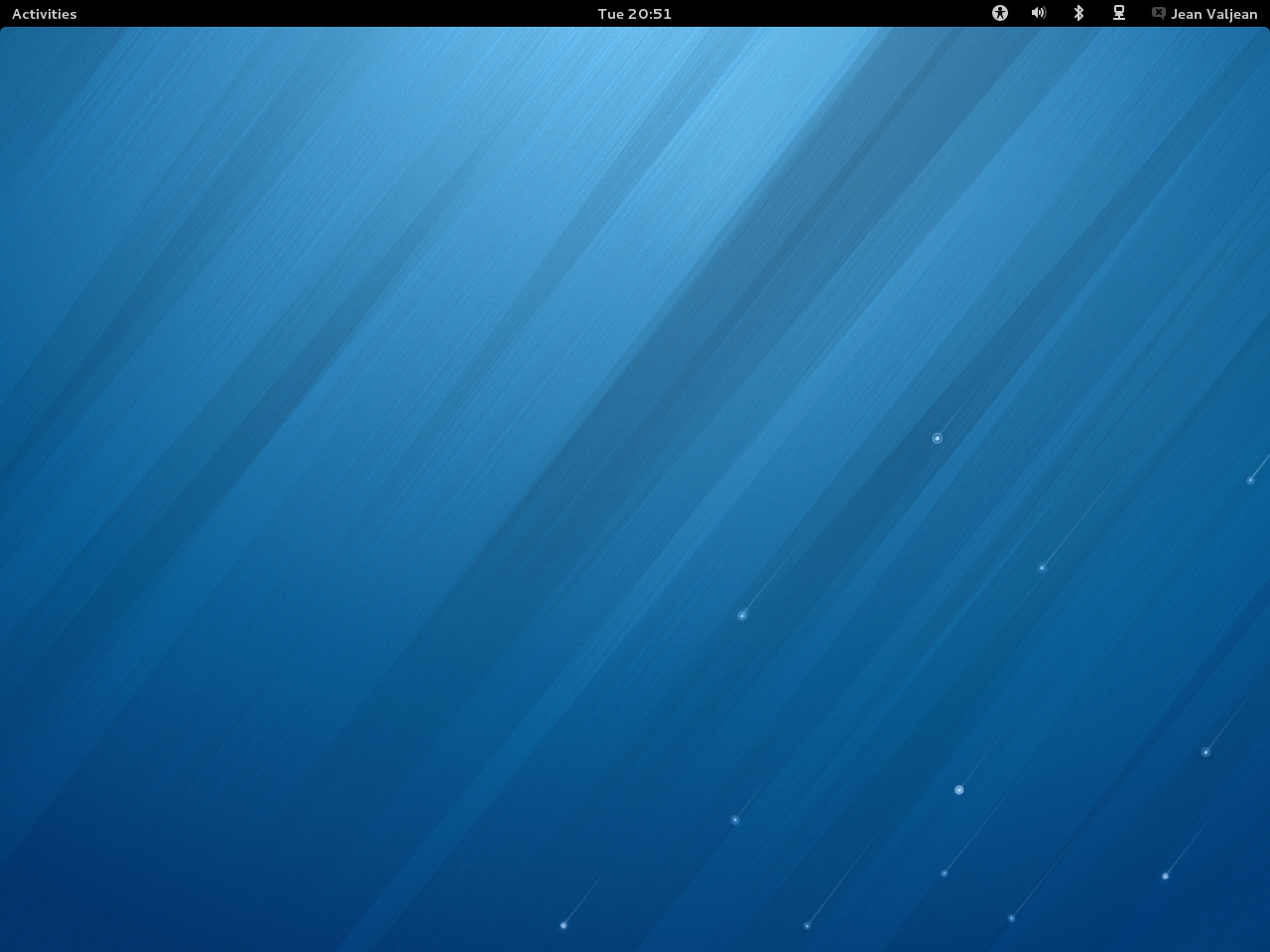
Fedora 18 в графической среде GNOME 3.6

В качестве кодового имени для Fedora 18 выбрано «Spherical Cow» (рус. Сферическая корова).

#### История выпуска[35]
| Релиз                   | Дата                  | Статус |
| ----------------------- | --------------------- | ------ |
| Fedora 18 Alpha release | 18 сентября 2012 года | вышел  |
| Fedora 18 Beta release  | 27 ноября 2012 года   | вышел  |
| Fedora 18 Final Release | 15 января 2013 года   | вышел  |

#### Главные новшества
- Переработан интерфейс Anaconda;
- Поддержка UEFI Secure Boot;
- Утилита FedUP для удобного перехода на новую версию системы;
- Системные обновления в режиме офлайн. Используются возможности systemd и Packagekit;
- Работа Wi-Fi в режиме точки доступа;
- Монтирование /tmp в tmpfs по умолчанию;
- Возможность использования MATE;
- Добавление хранилища ownCloud;
- В дистрибутив включены следующие пакеты:
  - ядро Linux 3.6
  - GNOME 3.6
  - KDE 4.9
  - Xfce 4.10
  - Python 3.3
  - Perl 5.16
  - RPM 4.10
  - Boost 1.50
  - GStreamer 1.0

### Fedora 19

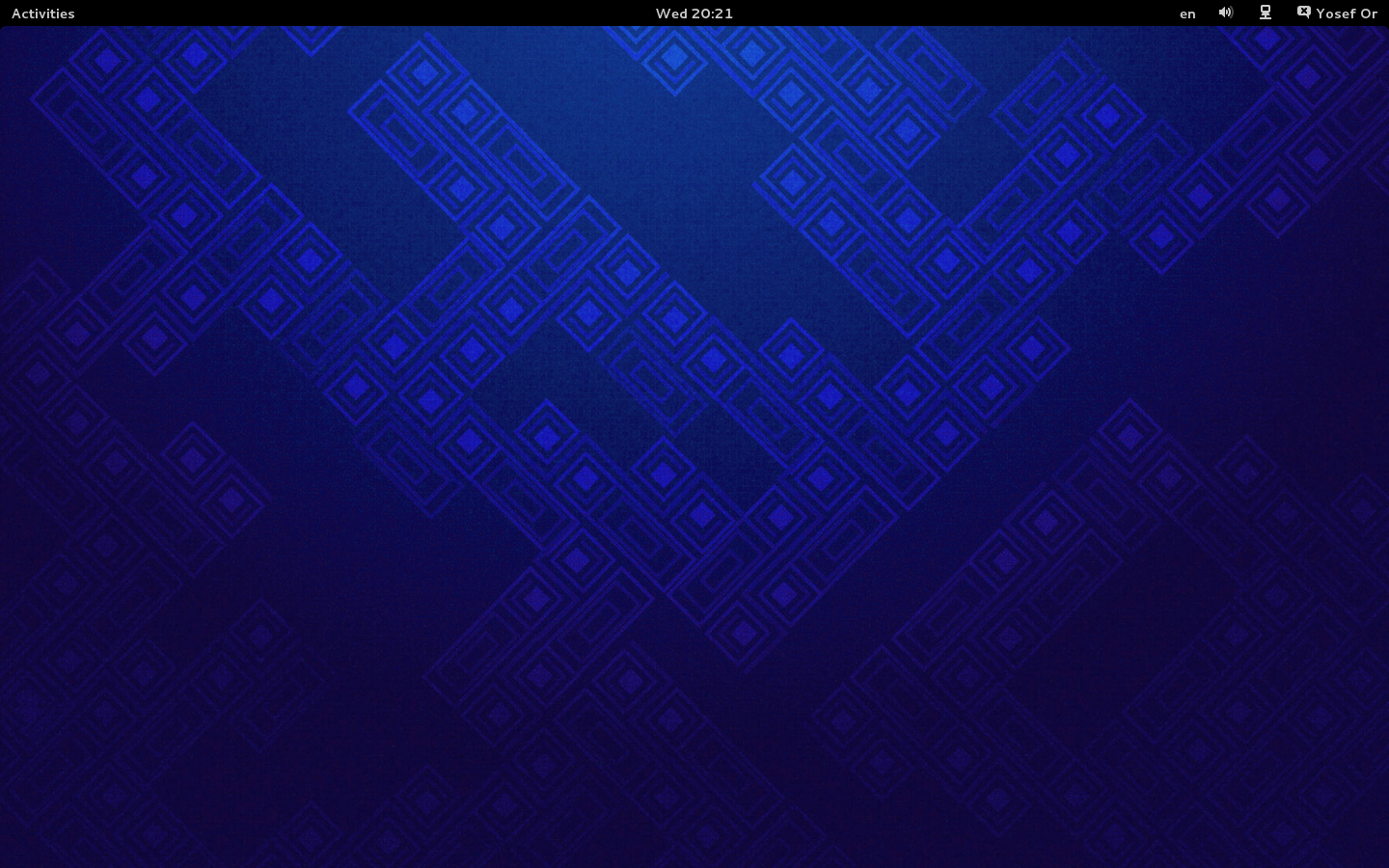
Fedora 19 в графической среде GNOME 3.8

В качестве кодового имени для Fedora 19 выбрано «Schrödinger’s Cat» (рус. Кот Шрёдингера) — отсылка к мысленному эксперименту, предложенному австрийским физиком-теоретиком Эрвином Шрёдингером.

#### История выпуска[37]
| Релиз                   | Дата                | Статус |
| ----------------------- | ------------------- | ------ |
| Fedora 19 Alpha release | 23 апреля 2013 года | вышел  |
| Fedora 19 Beta release  | 28 мая 2013 года    | вышел  |
| Fedora 19 Final Release | 2 июля 2013 года    | вышел  |

#### Главные новшества
- В дистрибутив включены следующие пакеты:
  - ядро Linux 3.9
  - GNOME 3.8.2
  - KDE 4.10
  - Xfce 4.10
  - LibreOffice 4.1
  - Enlightenment

### Fedora 20
В качестве кодового имени для Fedora 20 выбрано «Heisenbug» (рус. Гейзенбаг), термин для описания программной ошибки, которая исчезает или меняет свои свойства при попытке её обнаружения.

#### История выпуска[39]
| Релиз                   | Дата                  | Статус |
| ----------------------- | --------------------- | ------ |
| Fedora 20 Alpha release | 24 сентября 2013 года | вышел  |
| Fedora 20 Beta release  | 12 ноября 2013 года   | вышел  |
| Fedora 20 Final Release | 17 декабря 2013 года  | вышел  |

#### Главные новшества
- В дистрибутив включены следующие пакеты:
  - ядро Linux 3.11
  - GNOME 3.10
  - KDE 4.11
  - LibreOffice 4.1

### Fedora 21
От использования кодового имени было решено отказаться.

#### История выпуска[40]
| Релиз                   | Дата                  | Статус |
| ----------------------- | --------------------- | ------ |
| Fedora 21 Alpha release | 23 сентября 2014 года | вышел  |
| Fedora 21 Beta release  | 4 ноября 2014 года    | вышел  |
| Fedora 21 Final Release | 9 декабря 2014 года   | вышел  |

#### Главные новшества
Началось воплощение в жизнь идей проекта Fedora.next, подразумевающего превращение дистрибутива в многослойный продукт. В качестве основы для формирования слоёв выступает базовый минимальный набор пакетов Fedora Base, поверх которого можно организовать поставку слоёв с реализацией поддержки расширенных возможностей и специфичных областей применения. В настоящее время на основе Fedora Base сформированы три продукта:
- Fedora Workstation — нацелен на создание надёжного, дружественного пользователю и мощного дистрибутива для использования на ПК и ноутбуках. Система также позиционируется в качестве платформы для разработки серверных и клиентских приложений разработчиками разного уровня — от студентов и любителей, до корпоративных разработчиков.
- Fedora Server — нацелен на занятие ниши серверного дистрибутива, предлагающего самые свежие наработки для серверных систем и позволяющего задействовать новые версии программ. Fedora Server может использоваться в качестве платформы для создания, тестирования и поставки популярных программных стеков, а также для обеспечения миграции ранее внедрённых приложений на новые платформы.
- Fedora Cloud — вариант для создания решений как для облачных окружений на базе Amazon Web Services или OpenStack, так и для контейнеров на основе Docker. Fedora Cloud доступен в двух вариантах: Fedora Cloud Base — минимальный набор пакетов для создания окружений для облачных систем, и Fedora Atomic с реализацией урезанной до минимума хост-системы для обеспечения запуска изолированных контейнеров, подготовленных и управляемых при помощи инструментария Docker. Все пакеты, обеспечивающие работу конечных приложений, поставляются непосредственно в составе контейнеров, а хост-система не содержит ничего лишнего. Образ системы Fedora Atomic формируется с использованием инструментария rpm-OSTree и практикует атомарное обновление образа всей системы, а не отдельных пакетов.
- В дисплейный менеджер GDM добавлен сеанс для запуска GNOME с использованием Wayland
- Проведена адаптация для работы на системах с экранами сверхвысокого разрешения (HiDPI)
- В дистрибутив включены следующие пакеты:
  - Ядро Linux 3.16.3
  - GNOME 3.14
  - KDE 4.14 (с дисплейным менеджером SDDM)
  - MATE 1.8
  - LibreOffice 4.3.2
  - systemd 216
  - OpenJDK 8u25
  - MariaDB 10.0.14

### Fedora 22

#### История выпуска[42]
| Релиз                   | Дата                | Статус |
| ----------------------- | ------------------- | ------ |
| Fedora 22 Alpha release | 10 марта 2015 года  | вышел  |
| Fedora 22 Beta release  | 21 апреля 2015 года | вышел  |
| Fedora 22 Final Release | 26 мая 2015 года    | вышел  |

#### Главные новшества
- Начиная с Fedora 22, в системе включён локальный DNS-резолвер по умолчанию.
- Yum заменён DNF.
- Включение в состав Fedora Elasticsearch, открытой поисковой системы (системы индексирования и анализа данных).

### Fedora 23
Fedora 23 — релиз 3 ноября 2015 года.

### Fedora 24
Fedora 24 — релиз 21 июня 2016 года.

### Fedora 25
Fedora 25 — релиз 22 ноября 2016 года.
Некоторые примечательные изменения — использование графического сервера стандарта Wayland, Юникод 9, PHP 7.0, Node.js 6, Ruby on Rails 5.0 и поддержка ввода Эмодзи с помощью IBus. Подробнее смотрите здесь.

### Fedora 26
Fedora 26 — релиз 11 июля 2017 года.

### Fedora 27
Fedora 27 — релиз 14 ноября 2017 года.

### Fedora 28
Fedora 28 — релиз 1 мая 2018 года.

### Fedora 29
Fedora 29 — релиз 30 октября 2018 года.

### Fedora 30
Fedora 30 — релиз 7 мая 2019 года.

### Fedora 31
Fedora 31 — релиз 22 октября 2019 года.

### Fedora 32

#### История выпуска[11]
| Релиз                   | Дата                | Статус |
| ----------------------- | ------------------- | ------ |
| Fedora 32 Beta release  | 17 марта 2020 года  | вышел  |
| Fedora 32 Final release | 28 апреля 2020 года | вышел  |

#### Главные новшества
- GNOME 3.36
- Переработан экран блокировки
- Новое приложение Extensions, для управления расширениями GNOME
- Реорганизовано приложение Settings
- Переработано всплывающее окно уведомлений/календаря
- Полностью переработано приложение Clock
- Улучшена обработка нехватки памяти

### Fedora 33
Fedora 33 — релиз 20 октября 2020 года.

### Fedora 34
Fedora 34 — релиз 27 апреля 2021 года.

### Fedora 35
Fedora 35 — релиз 2 ноября 2021 года.

### Fedora 36
Fedora 36 — релиз 10 мая 2022 года.

### Fedora 37
Fedora 37 — релиз 15 ноября 2022 года.

### Fedora 38
Fedora 38 — релиз 18 апреля 2023 года.

### Fedora 39
Fedora 39 — релиз 24 октября 2023 года.